# Jeanne Ashworth
Pour les articles homonymes, voir Ashworth.
Jeanne Chesley Ashworth, née le 1er juillet 1938 à Burlington et morte le 4 octobre 2018 à Wilmington dans l'État de New York, est une patineuse de vitesse américaine.

## Biographie
Elle a participé à trois éditions des Jeux olympiques de 1960 à 1968 et y a obtenu une médaille de bronze en 1960. Elle a été aussi une joueuse de softball évoluant au niveau national.

## Palmarès
- Jeux olympiques d'hiver
  -  Médaille de bronze du 500 m aux Jeux de Squaw Valley en 1960